# Chích bông trán trắng
Chích bông trán trắng (danh pháp hai phần: Orthotomus nigriceps) là một loài chim chi Chích bông trong họ Chiền chiện. Loài này phân bố ở Philippines. 